# Педру Сантуш (футболіст, 2003)
Пе́дру Міге́л Ко́шта Са́нтуш (порт. Pedro Miguel Costa Santos; нар. 10 лютого 2003) — португальський футболіст, вінгер клубу «Фамалікан».

## Клубна кар'єра

### «Бенфіка»
Виступав за юнацьку команду «Фіайнш», після чого 2016 року приєднався до академії лісабонської «Бенфіки». 12 березня 2019 року підписав з клубом свій перший професіональний контракт.
14 грудня 2021 року дебютував за резервну команду в матчі Сегунда-ліги проти «Академіку Візеу», замінивши Мартіна Нету. У сезоні 2021–22 з молодіжною командою «Бенфіки» (до 19 років) виграв Юнацьку лігу УЄФА.
22 жовтня 2022 року в поєдинку Сегунда-ліги проти Б-САД забив свій перший гол у професіональній кар'єрі.
14 травня 2024 року продовжив контракт з «Бенфікою» до літа 2028 року.

#### Оренда в «Морейренсі»
30 липня 2024 року відправився у сезонну оренду в клуб «Морейренсі». 11 серпня дебютував за нову команду в матчі Прімейра-ліги проти «Фаренсе», вийшовши на заміну Джеремі Антоніссу. Всього за час оренди провів 25 поєдинків.

### «Фамалікан»
11 липня 2025 року підписав трирічний контракт з «Фамаліканом». 10 серпня дебютував за «Фамалікан» в матчі Прімейра-ліги проти «Санта-Клари», вийшовши на заміну Гуштаву Са.

## Кар'єра в збірній
Виступав за збірні Португалії до 18, до 19 і до 20.
У вересні 2023 році отримав перший виклик до збірної Португалії до 21 року для участі в матчах кваліфікації молодіжного чемпіонату Європи 2025 проти збірних Андорри та Білорусі. 8 вересня 2023 року в поєдинку з Андоррою дебютував за молодіжну збірну Португалії. 26 березня 2024 року в матчі проти збірної Білорусі забив свої перші голи за збірну до 21 року, оформивши хет-трик.
В червні 2025 року потрапив в заявку збірної до 21 року на молодіжний чемпіонат Європи в Словаччині. На турнірі провів два матчі, а його команда дійшла до чвертьфіналу, де поступилась нідерландцям.

## Особисте життя
Син колишнього португальського футболіста Педру Сантуша, відомого виступами за низку португальських клубів наприкінці 1990-х та початку 2000-х років.

## Статистика виступів
Станом на 16 серпня 2025
| Клуб              | Сезон             | Чемпіонат         | Чемпіонат | Чемпіонат | Кубок | Кубок | Кубок ліги | Кубок ліги | Єврокубки | Єврокубки | Інші  | Інші | Всього | Всього |
| Клуб              | Сезон             | Дивізіон          | Матчі     | Голи      | Матчі | Голи  | Матчі      | Голи       | Матчі     | Голи      | Матчі | Голи | Матчі  | Голи   |
| ----------------- | ----------------- | ----------------- | --------- | --------- | ----- | ----- | ---------- | ---------- | --------- | --------- | ----- | ---- | ------ | ------ |
| Бенфіка Б         | 2021–22           | Сегунда-ліга      | 2         | 0         | —     | —     | —          | —          | —         | —         | —     | —    | 2      | 0      |
| Бенфіка Б         | 2022–23           | Сегунда-ліга      | 28        | 3         | —     | —     | —          | —          | —         | —         | —     | —    | 28     | 3      |
| Бенфіка Б         | 2023–24           | Сегунда-ліга      | 31        | 5         | —     | —     | —          | —          | —         | —         | —     | —    | 31     | 5      |
| Бенфіка Б         | Всього            | Всього            | 61        | 8         | 0     | 0     | 0          | 0          | 0         | 0         | 0     | 0    | 61     | 8      |
| → Морейренсі      | 2024–25           | Прімейра-ліга     | 21        | 0         | 3     | 0     | 1          | 0          | —         | —         | —     | —    | 25     | 0      |
| Фамалікан         | 2025–26           | Прімейра-ліга     | 2         | 0         | 0     | 0     | 0          | 0          | —         | —         | —     | —    | 2      | 0      |
| Всього за кар'єру | Всього за кар'єру | Всього за кар'єру | 84        | 8         | 3     | 0     | 1          | 0          | 0         | 0         | 0     | 0    | 88     | 8      |

## Досягнення
«Бенфіка» (мол.)
- Переможець Юнацької ліги УЄФА: 2021–22[22]